# Scytodes quarta
Scytodes quarta är en spindelart som beskrevs av Lawrence 1927. Scytodes quarta ingår i släktet Scytodes och familjen spottspindlar.
Artens utbredningsområde är Namibia. Inga underarter finns listade i Catalogue of Life.